# Hogna felina
Hogna felina este o specie de păianjeni din genul Hogna, familia Lycosidae. A fost descrisă pentru prima dată de L. Koch, 1878.
Este endemică în Azerbaijan. Conform Catalogue of Life specia Hogna felina nu are subspecii cunoscute.